# ロベルト・ウーゴ・ディ・ボルボーネ＝パルマ
ロベルト・ウーゴ・ディ・ボルボーネ＝パルマ（イタリア語: Roberto Ugo di Borbone-Parma, 1909年 - 1974年）は、ボルボーネ＝パルマ家家長および名目上のパルマ公（1959年 - 1974年）。最後のパルマ公ロベルト1世の孫にあたる。

## 生涯
ボルボーネ＝パルマ家の摂政であったエリアとテシェン公女マリーア・アンナの次男としてヴァイルブルクに生まれる。1912年に兄カルロが夭逝したため、パルマ公家の法定推定相続人となった。
1959年の父の死去によりボルボーネ＝パルマ家の家長、および名目上のパルマ公ロベルト2世（イタリア語: Roberto II）となった。1974年に65歳で死去。生涯結婚せず、嗣子を持たなかったため、父の異母弟でカルリスタ王位請求者でもあったハビエル（サヴェリオ）が家長位を継いだ。